# Karpatt
Karpatt est un groupe de musique français, composé de trois musiciens : Frédéric Rollat est auteur, compositeur, interprète, guitariste ; Hervé Jegousso est le contrebassiste ; Gaétan Lerat est le guitariste.

## Biographie
Frédéric Rollat, auteur, compositeur, interprète écrit ses premiers textes en 1983. Entre 1990 et 1994, il devient guitariste et choriste du groupe Yan et les Abeilles avant de former le groupe Karpatt en 1994. Le groupe du début comporte Fred Rollat son frère Olivier Rollat ainsi que Julien Barthelemy.
En 2002, au moment d’enregistrer le premier album À l’ombre du ficus (Productions Spéciales), Gaetan Lerat et Hervé Jégousso rejoignent l’équipe. Leur premier opus est classé  music world (présence de nombreuses percussions). Cet album était une maquette destinée à obtenir des engagements de concerts mais ce fut leur premier opus qui depuis est devenu introuvable. En 2004, leur second album, Dans le caillou (label du caillou- Productions Spéciales) voit le jour, teinté de jazz manouche, et de chanson française. Il est enregistré au studio Le Pressoir à Bourré. C’est leur première expérience de studio professionnel. Richard Lornac et Mano Solo ont participé à l’enregistrement. l'album atteint la 161e place du classement des top albums.
En 2006, le trio enregistre leur troisième album, Dans d’beaux draps, publié au label Productions Spéciales,. Il atteint la 113e place du classement des top albums. Ils retournent chez eux enregistrer cet album. Déçus du mode de travail en studio, ils recherchent la liberté du travail artisanal qu’ils obtiennent en travaillant à domicile. L’album est dans la lignée du précédent avec un univers acoustique très affirmé. En 2009, Montreuil (L'Autre Distribution), album plus électrique, est enregistré dans la ville du même nom et atteint la 114e place des top albums. La tentation du « tout acoustique » n’est plus de mise dans cet album à fort tempérament. Karpatt y explore ses territoires intérieurs. Sur scène, l’arrivée d’un batteur, de guitares et basses électriques bouscule les habitudes et donne un relief particulier à leur répertoire.
En 2010, leur double live À droite à gauche (L'Autre Distribution) est enregistré dans 8 salles de concerts de France. Enregistrés lors de la dernière tournée d’automne 2009 et mixés par Steve Forward (Ray Charles, Depeche Mode, etc.), les titres ont été revisités pour l’occasion : on retrouve dans ce double album live les incontournables Soulève ta jupe, La mouche électrifiés qui côtoient Léon et Les Canards en plastique ainsi que les titres du dernier album studio Montreuil. À droite à gauche atteint la 198e place des top albums. En 2011, Sur le quai est un album studio enregistré en formule trio, travaillé, ébauché et composé en grande partie à Dieppe (sur le quai de Dieppe). Ils collaborent avec d'autres auteurs et s'associent la plume de Jehan Jonas, Christian Olivier de Têtes raides ainsi que de Nicolas Jules. Le titre Palais royal est un bel hommage à leur ami Mano Solo.
En 2018, ils changent de label pour At(h)ome, un label historiquement spécialisé dans le heavy metal, « mais qui s’est ouvert depuis un bon moment à plein d’autres projets, dont la chanson française », et préparent un septième album. Dès lors, ils publient Valparaiso en 2019. En février 2022, le groupe est annoncé à la soirée des Voix d’hiver de Gauchy, remplaçant la chanteuse Gatica, atteinte du coronavirus.

## Représentations
Le groupe a tourné dans des pays tels que l'Indonésie, la Slovaquie, la Croatie, la Suisse, la Russie, l'Estonie, la Lituanie, la Lettonie, la Biélorussie, la Belgique, l'Allemagne, le Kazakhstan, la Hongrie, le Canada, l'Italie, les États-Unis, l'Espagne, l'Ukraine, la Tunisie, le Salvador, le Nicaragua, le Costa Rica, le Panama, le Honduras, le Guatemala, et le Chili[réf. nécessaire].
Karpatt a participé à plusieurs festivals dont Solidays, Francofolies de La Rochelle, Musicalarue, Garorock. Karpatt a aussi joué dans les salles parisiennes La Cigale, l’Olympia, Le Café de la Danse, L'Européen, Le Divan du Monde, La Maroquinerie. Premières parties de Mano Solo, etc.

## Membres
Fréderic Rollat, originaire de Coustouges (Pyrénées-Orientales) écrit ses premiers textes en 1983. Entre 1990 et 1994, il sera guitariste et choriste du groupe Yan et les Abeilles avant de créer le groupe Karpatt en 1994.
Gaétan Lerat, originaire du Morbihan, guitariste et membre du groupe depuis le début, compose également pour de nombreux documentaires (Belle île la bien nommée par exemple). En 2008, il a également participé à l’enregistrement de l’album D'Jolo de Dikès.
Hervé Jegousso, originaire de Bordeaux, sort du Conservatoire national supérieur de musique et de danse de Paris en 2003 (1er prix de jazz), après des études en musicologie et un diplôme de fin d’études au Conservatoire à rayonnement régional de Bordeaux.